# The Weakerthans
The Weakerthans waren eine Indie-Rock-Band aus Winnipeg, Kanada, die für ihre melodischen, auch textlich anspruchsvollen Post-Punk-Songs mit Folk-Einflüssen bekannt war.

## Bandgeschichte
Die Band wurde 1996 von Jason Tait, John P. Sutton und John K. Samson gegründet, nachdem letzterer als Bassist bei der Politpunk-Band Propagandhi ausgestiegen war. 1997 wurde das erste Album Fallow auf G7 Welcoming Committee Records veröffentlicht. Erst später stieß der zweite Gitarrist Stephen Carroll zur Band. Nach diversen Touren, in Deutschland unter anderem mit Tomte und Tocotronic, erschien im Jahr 2000 das Nachfolgewerk Left And Leaving, welches die Band durch die unermüdliche Tour- und Promotionbereitschaft endgültig zu einer festen Größe im Indiespektrum machte. Nach einer dreijährigen Pause inklusive eines Labelwechsels zu Epitaph Records (USA) und Burning Heart Records (Europa/Asien) erschien im September 2003 das Album Reconstruction Site, welches der Band einen weiteren Durchbruch bescherte. Im August 2004 verließ Gründungsmitglied und Bassist John P. Sutton die Band und wurde durch Greg Smith ersetzt.
2006 waren Greg Smith, Stephen Carroll und Jason Tait an den Aufnahmen zu Greg Graffins (Bad Religion) zweitem Soloalbum Cold as the Clay beteiligt.
Am 25. September 2007 erschien in Deutschland das Album Reunion Tour.
Am 15. Juli 2015 wurde bekannt, dass sich die Band aufgelöst hat.

## Diskografie
- 1997: Fallow (G7 Welcoming Committee Records 1997/ B.A. Records. 1998/ Sub City 1999)
- 2000: Left and Leaving (G7 Welcoming Committee Records / Sub City / B.A. Records / Bad Taste Records)
- 2003: Reconstruction Site (Epitaph Records / Burning Heart Records)
- 2007: Reunion Tour (Epitaph Records / Burning Heart Records)
- 2010: Live at Burton Cummings Theatre